# Heinrich Berghaus

Heinrich Berghaus

Heinrich Karl Wilhelm Berghaus (* 3. Mai 1797 in Kleve; † 17. Februar 1884 in Stettin) war ein deutscher Geodät und Kartograph.

## Leben
Heinrich Berghaus fand 1811 als Kondukteur für den Brücken- und Straßenbau in dem damaligen französischen Département Lippe Gelegenheit, sich zum Geodäten auszubilden, trat nach Auflösung des Königreichs Westphalen als Freiwilliger in die Armeeverwaltung und kam mit dem Korps des Generals Bogislav Friedrich Emanuel von Tauentzien bis in die Bretagne.
Nach dem Frieden lebte Berghaus erst in Weimar, mit kartographischen Arbeiten beschäftigt, war dann (1816) als Ingenieurgeograph im Kriegsministerium in Berlin angestellt, nahm an der trigonometrischen Landesvermessung des preußischen Staats teil und erhielt 1824 die Professur der angewandten Mathematik an der Bauakademie, die er bis 1855 bekleidete. Er zählte 1828 mit Johann Jacob Baeyer u. a. zu den Mitstiftern der Gesellschaft für Erdkunde zu Berlin.
Sein Neffe Hermann Berghaus war ebenfalls ein Kartograph. Seine jüngste Tochter Elvira Müller-Berghaus wurde eine erfolgreiche Sängerin.

## Werk

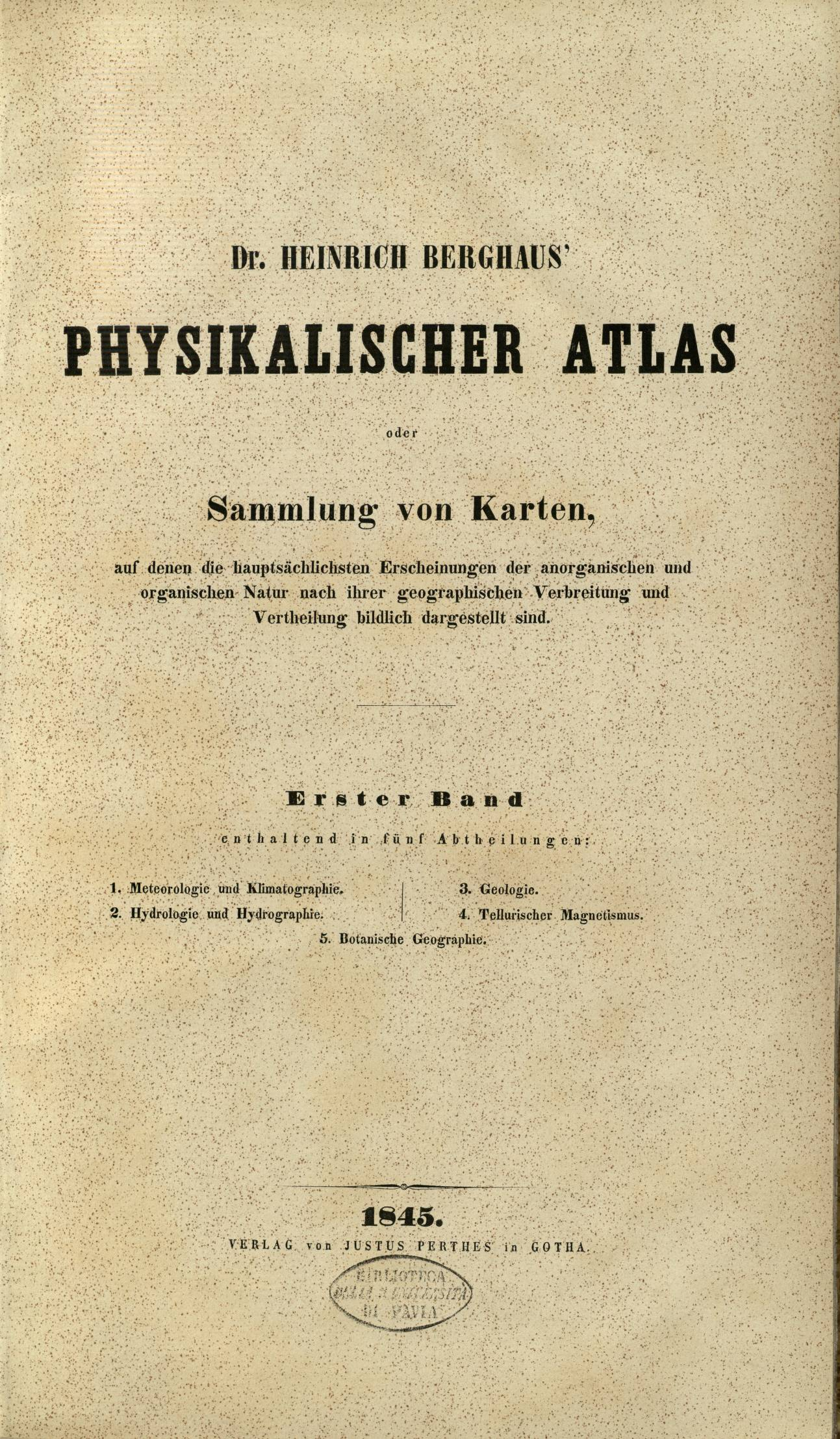
Physikalischer Atlas, 1845

Berghaus’ kartographische Leistungen sind bedeutend, und die Zahl seiner Karten ist außerordentlich groß. Bahnbrechend wirkte er durch seinen großen Physikalischen Atlas (1. Auflage, bei Justus Perthes Gotha 1837–1848, 90 Blatt), in dem sein Sammlerfleiß zum ersten Mal alle auf die verschiedenen physikalischen Verhältnisse der Erde bezüglichen Darstellungen vereinigte und durch eigene Darstellungen bereicherte. Das Werk geht auf eine Anregung von Alexander von Humboldt zurück und sollte dessen Kosmos illustrieren.
Neben diesem Werk ist zu erwähnen die Sammlung hydrographisch-physikalischer Karten der preußischen Seefahrer (Berlin 1840 f.), ein Produkt der von ihm gegründeten geographischen Kunstschule zu Potsdam. Auch hat Berghaus zu anderen Atlanten, z. B. dem Stielerschen und Sohrschen, sowie zu K. F. V. Hoffmanns Werk Die Erde und ihre Bewohner (Stuttgart 1832) Karten geliefert.
Die Bewegungen von 1848 veranlassten ihn zur Herausgabe eines Ethnographischen Spezialatlas von Deutschland, insbesondere vom preußischen Staat.
Auch als Schriftsteller zeigte er eine vielseitige Tätigkeit. Er war ein fleißiger Mitarbeiter an geographischen Zeitschriften (z. B. an Bertuchs Allgemeinen Geographischen Ephemeriden) und gab verschiedene periodische Schriften heraus.
Seine Wallfahrt durch’s Leben ist eine wichtige Quelle über die Feier der Großen Prozession in Münster um 1800.

## Ehrungen
1826 ehrte ihn die Universität Breslau mit der Ernennung zum Doktor der Philosophie. 1851 nahm ihn die Königlich Niederländische Akademie der Wissenschaften als auswärtiges Mitglied auf.

## Werke

### Herausgeberschaft
- Hertha (mit K. F. V. Hoffmann, 1825–1829)
- Annalen der Erd-, Völker- und Staatenkunde (Berlin 1830–1843, 28 Bände)
- Almanach, den Freunden der Erdkunde gewidmet (Band 1–3, Stuttgart 1837–1839; Band 4 und 5, Gotha 1840–1841)
- Geographische Jahrbuch (Band 1–4, Stuttgart 1850–1852; die Fortsetzung desselben bilden Petermanns Geographische Mitteilungen)

### Zeitschriftenaufsätze (Auswahl)
- Ueber das vormals schlesische Fürstenthum Severien. In: Annalen der Erd-, Völker- und Staatenkunde. 1831, Band 4, S. 30–42; Berlin (Google Books).

### Monographien (Auszug)
- Geschichte der barometrischen Höhenbestimmung von Berlin und Dresden. Nebst einigen Beiträgen zur Hypsographie und Klimatologie von Norddeutschland überhaupt. Drei Sendschreiben an Herrn Alexander von Humboldt. Berlin 1836 (Google Books).
- Allgemeine Länder- und Völkerkunde. 5 Bände. Stuttgart 1837–1840.
- Grundriß der Geographie in fünf Büchern. Berlin 1842; archive.org; (Google Books).
- Die Völker des Erdballs (Leipzig 1845–1847, zwei Bände; neue Ausgabe 1862)
- Landbuch der Mark Brandenburg und des Markgrafthums Nieder-Lausitz (Brandenburg 1853–1856), drei Bände
  - Band 1, VI + 684 S., 1854; urn:nbn:de:hbz:061:1-67330, archive.org; (Google Books)
  - Band 2, IX + 650 S., 1855; urn:nbn:de:hbz:061:1-68075, archive.org; (Google Books),
  - Band 3, VI + 783 S., 1856 + CVIII S. Register + Corrigenda; urn:nbn:de:hbz:061:1-68088; archive.org; (Google Books).
- Was man von der Erde weiß (Berlin 1856–1860, vier Bände)
- Deutschland seit hundert Jahren – Geschichte der Gebiets-Einteilung und der politischen Verfassung des Vaterlandes (Leipzig 1859–1862, fünf Bände)
  - I. Abteilung: Deutschland vor hundert Jahren
    - Band 1: Leipzig 1859, 448 Seiten, (Google Books).
    - Band 2: Leipzig 1860, 440 Seiten; archive.org; (Google Books).

  - II. Abteilung: Deutschland vor fünfzig Jahren
    - Band 1: Zustände vom baierschen Erbfolge-Streit, 1778, bis zum Reichsdeputations-Receß, 1803. Leipzig 1861, VI + 406 S.; archive.org; (Google Books).
    - Band 2: (Entwicklungen von 1803 bis 1809). Leipzig 1861, IV + 412 S.; archive.org; (Google Books).
    - Band 3: (Entwicklungen von 1809 bis 1813). Leipzig 1862, IV + 426 Seiten, (Google Books).
- Wallfahrt durch’s Leben … (Berghaus’ autobiografische Erinnerungen) Leipzig, 1862 (Band 1 + 2) (Google Books), (Band 3 – 289 S.) (Google Books), (Band 4 – 236 S.) (Google Books), (Band 5 – 269 S.) (Google Books), (Band 6 – 228 S.) (Google Books), (Band 7 – 245 S.) (Google Books), (Band 8 – 230 S.) (Google Books), (Band 9 – 256 S.); archive.org.
- Briefwechsel mit Alexander von Humboldt. 3 Bände. Leipzig 1863.
- Blücher als Mitglied der Pommerschen Ritterschaft 1777–1817 und beim Preußischen Heere am Rhein 1794. Anklam 1863; archive.org; (Google Books).
- York. Seine Geburtsstätte und seine Heimat. Seine Großtat in der Poscheruner Mühle nebst genealogischen Nachrichten über die Familie seine Mutter. Anklam 1863, (Google Books).
- Landbuch des Herzogthums Pommern – Schilderung der Zustände dieser Lande in der zweiten Hälfte des 19. Jahrhunderts (Anklam 1862–1868, 13 Bände), davon:
  - Teil II: Landbuch des Herzogthums Stettin, von Kamin und Hinterpommern; oder des Verwaltungs-Bezirks der Königl. Regierung zu Stettin.
    - Band 1: Kreise Demmin, Anklam, Usedom-Wollin und Ueckermünde. Anklam 1865, 1094 Seiten, (Google Books).
    - Band 2: Randowscher Kreis und Allgemeines über die Kreise auf dem linken Oder-Ufer. Anklam 1865 (Google Books).
    - Band 3: Kreise Greifenhagen und Pyritz. Anklam 1868; archive.org; (Google Books).
    - Band 4: Saatziger Kreis, insbesondere Stadt Stargard. Anklam 1868; archive.org; (Google Books).
    - Band 5
      - 1. Abteilung, Eigentums-Ortschaften der Stadt Stargard und vom Naugarder Kreise die erste Hälfte. Anklam 1872, 1024 Seiten (Google Books, Inhaltsverzeichnis).
      - 2. Abteilung, Vom Naugarder Kreise die zweite Hälfte. Berlin und Wriezen a/O. 1874 (Google Books, Inhaltsverzeichnis).

    - Band 6: Kreise Kamin und Greifenberg. Anklam 1870; archive.org; (Google Books).
    - Band 7:  Der Kreis Regenwald, und Nachrichten über die Ausbreitung der römisch-kathol. Kirche in Pommern. Berlin / Wriezen 1874 (Google Books)
    - Band 8 und 9: Geschichte der Stadt Stettin, der Hauptstadt von Pommern – Topographisch-statistisch beschrieben nach allen Richtungen ihres politischen, bürgerlichen, merkantilischen und kirchlichen Lebens (Berlin/Wriezen 1875–1876, zwei Bände)
      - I. Band: 1875 (Digitalisat)
      - II. Band: 1876 (Digitalisat)

  - Teil III: Landbuch des Herzogtums Kaschubien und der einverleibten Kreise der Neumark; oder des Verwaltungs-Bezirks der Königlichen Regierung zu Köslin westlicher Teil.
    - Band 1: Kreise Fürstentum Kammin und Belgard. Anklam 1867; archive.org; (Google Books).

  - Teil IV: Landbuch von Neu-Vorpommern und der Insel Rügen, oder des Verwaltungs-Bezirks der Königlichen Regierung zu Stralsund.
    - Band 1 Enthaltend den Greifswalder Kreis nach seinen allgemeinen Verhältnissen; so wie insonderheit die historisch-statistische Beschreibung der Stadt Greifswald und der Königl. Hochschule daselbst. Anklam 1866, Digitalisat
    - Band 2 Greifswalder Kreis. Anklam 1868, 1232 Seiten; archive.org; (Google Books).
- Der Sprachschatz der Sassen. Eisenschmidt, Berlin 1883
  1. Band: A–H
  2. Band: I–N.